# 小木津站
小木津站（日语：／ Ogitsu eki */?）位于日本茨城县日立市日高町，是东日本旅客铁道（JR東日本）管辖的鐵路車站。

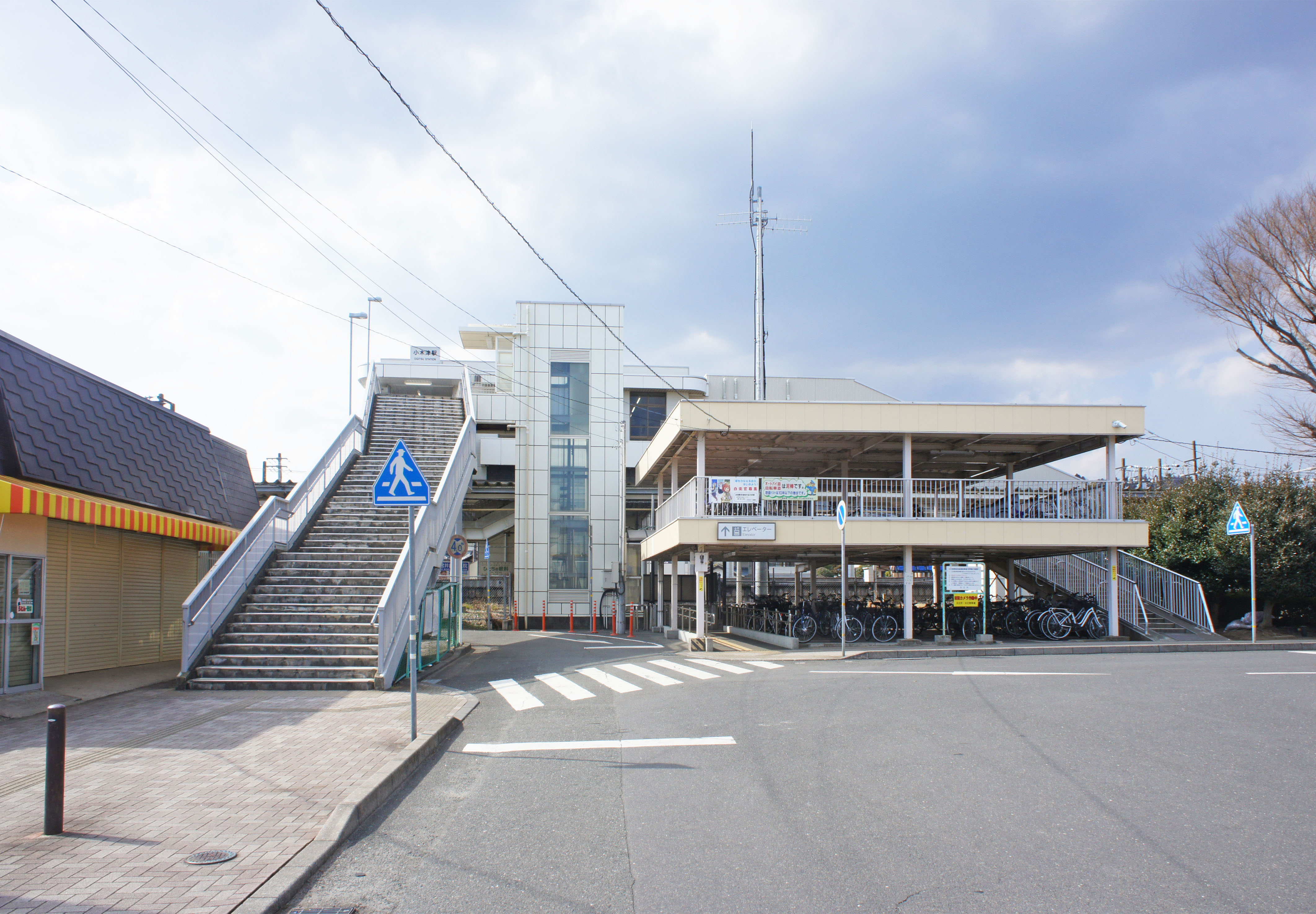
東口(2022年2月)

## 历史
- 1909年12月16日 - 车站投入运营。
- 1982年 - 跨线站房建成。
- 1987年4月1日 - 国铁分割民营化后成为JR东日本车站。
- 1993年3月 - 设立绿色窗口。
- 2005年11月1日 - 发车音乐变更。
- 2006年4月1日 - 停止办理货运业务。
- 2008年3月15日 - 随着东京近郊区间扩大，开始支持使用Suica。
- 2009年3月1日 - 东西通道配备电梯[2]。
- 2018年9月30日 - 绿色窗口停止营业。

## 车站结构

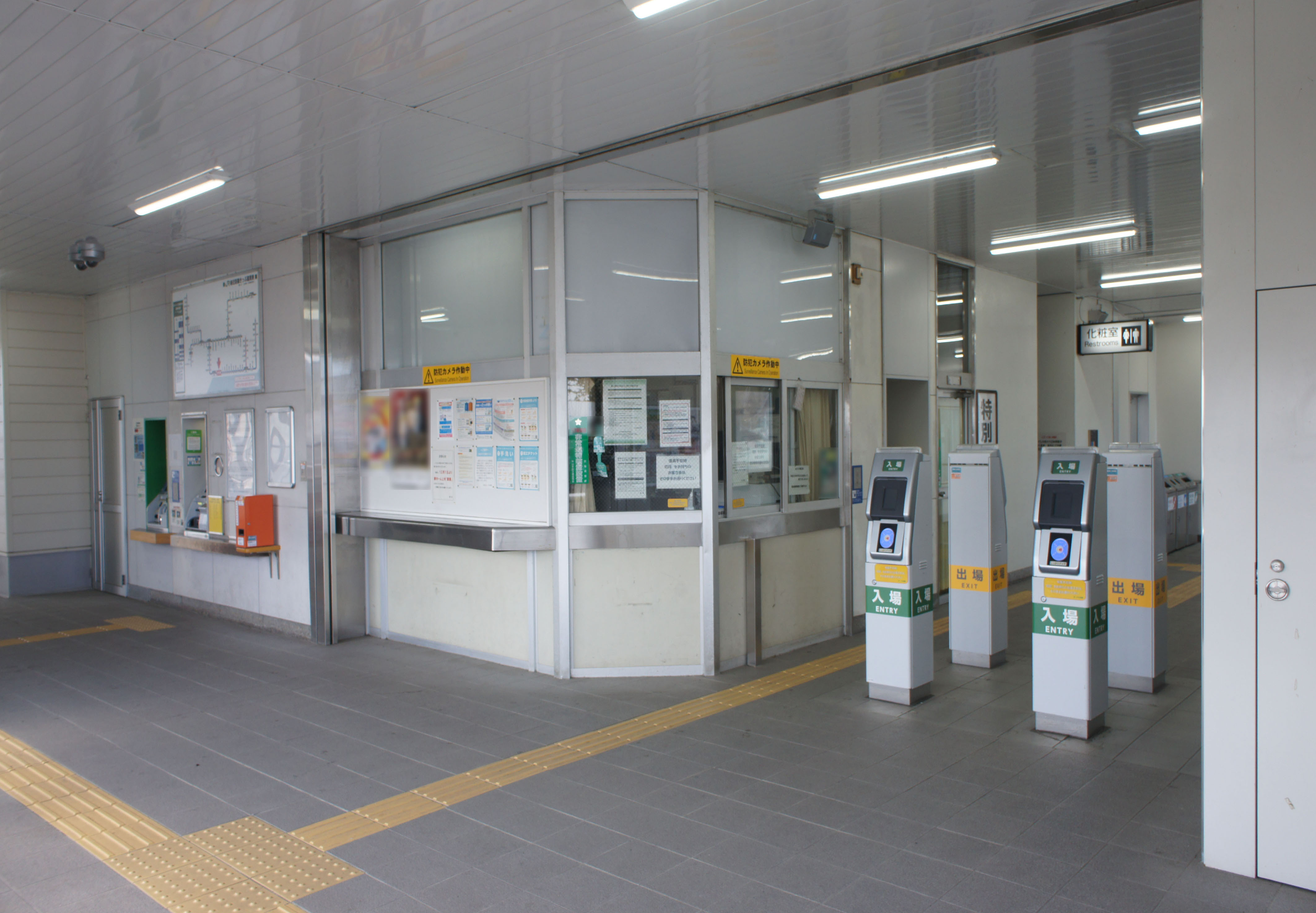
驗票口(2022年2月)

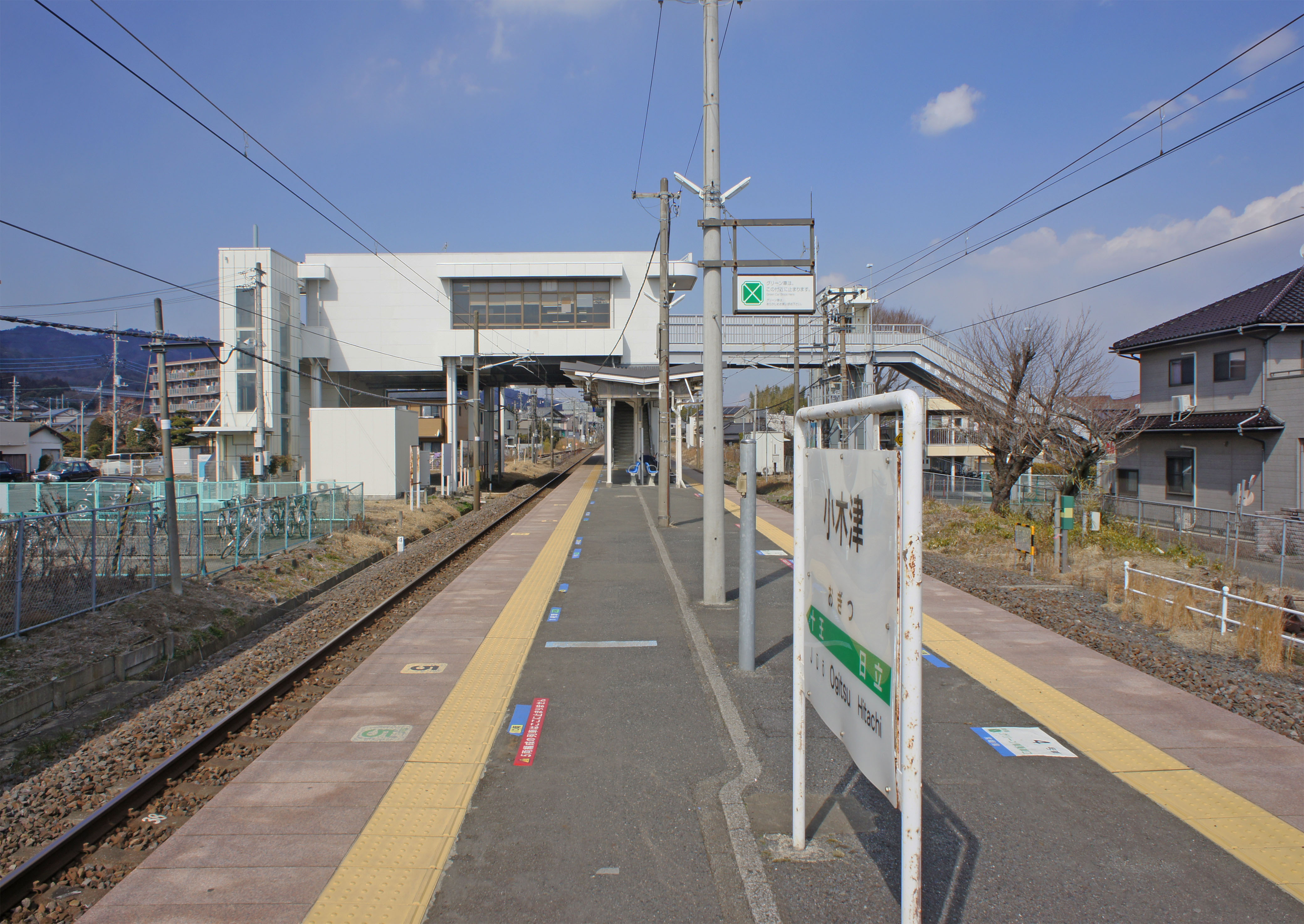
月台(2022年2月)

本站為岛式站台1台2线构成的地上车站與跨线式站房。本站由日立站管理，為JR东日本车站服务委托的业务委托站。站内设有Suica自动闸机和指定席自动售票机。

### 站台配置
| 站台 | 路线    | 方向 | 目的地                                          |
| ---- | ------- | ---- | ----------------------------------------------- |
| 1    | ■常磐線 | 下行 | 磐城方向                                        |
| 2    | ■常磐線 | 上行 | 水户、土浦、上野、東京、品川方向 （上野东京线） |

（來源：JR東日本:車站構內圖 （页面存档备份，存于））

## 使用情况
根據JR東日本，2018年度（平成30年度）1日平均上車人次為2,610人。
近年的推移如下表。
| 上車人次推移       | 上車人次推移     | 上車人次推移    |
| 年度               | 1日平均 上車人次 | 來源            |
| ------------------ | ---------------- | --------------- |
| 2000年（平成12年） | 3,169            | [ 利用客数 2 ]  |
| 2001年（平成13年） | 3,059            | [ 利用客数 3 ]  |
| 2002年（平成14年） | 2,942            | [ 利用客数 4 ]  |
| 2003年（平成15年） | 2,784            | [ 利用客数 5 ]  |
| 2004年（平成16年） | 2,750            | [ 利用客数 6 ]  |
| 2005年（平成17年） | 2,766            | [ 利用客数 7 ]  |
| 2006年（平成18年） | 2,855            | [ 利用客数 8 ]  |
| 2007年（平成19年） | 2,855            | [ 利用客数 9 ]  |
| 2008年（平成20年） | 2,864            | [ 利用客数 10 ] |
| 2009年（平成21年） | 2,837            | [ 利用客数 11 ] |
| 2010年（平成22年） | 2,798            | [ 利用客数 12 ] |
| 2011年（平成23年） | 2,657            | [ 利用客数 13 ] |
| 2012年（平成24年） | 2,695            | [ 利用客数 14 ] |
| 2013年（平成25年） | 2,698            | [ 利用客数 15 ] |
| 2014年（平成26年） | 2,650            | [ 利用客数 16 ] |
| 2015年（平成27年） | 2,803            | [ 利用客数 17 ] |
| 2016年（平成28年） | 2,768            | [ 利用客数 18 ] |
| 2017年（平成29年） | 2,691            | [ 利用客数 19 ] |
| 2018年（平成30年） | 2,610            | [ 利用客数 20 ] |

## 相鄰車站
東日本旅客鐵道（JR東日本）
■常磐线 
日立－小木津－十王

### 使用情况
1. ↑  . 東日本旅客鉄道.   [2019-07-12]. （原始内容存档于2019-07-05）.
2. ↑  . 東日本旅客鉄道.   [2019-03-06]. （原始内容存档于2019-03-28）.
3. ↑  . 東日本旅客鉄道.   [2019-03-06]. （原始内容存档于2019-03-28）.
4. ↑  . 東日本旅客鉄道.   [2019-03-06]. （原始内容存档于2019-03-28）.
5. ↑  . 東日本旅客鉄道.   [2019-03-06]. （原始内容存档于2019-03-28）.
6. ↑  . 東日本旅客鉄道.   [2019-03-06]. （原始内容存档于2019-03-28）.
7. ↑  . 東日本旅客鉄道.   [2019-03-06]. （原始内容存档于2019-03-28）.
8. ↑  . 東日本旅客鉄道.   [2019-03-06]. （原始内容存档于2019-03-28）.
9. ↑  . 東日本旅客鉄道.   [2019-03-06]. （原始内容存档于2019-03-28）.
10. ↑  . 東日本旅客鉄道.   [2019-03-06]. （原始内容存档于2019-03-28）.
11. ↑  . 東日本旅客鉄道.   [2019-03-06]. （原始内容存档于2019-03-28）.
12. ↑  . 東日本旅客鉄道.   [2019-03-06]. （原始内容存档于2019-03-28）.
13. ↑  . 東日本旅客鉄道.   [2019-03-06]. （原始内容存档于2019-03-28）.
14. ↑  . 東日本旅客鉄道.   [2019-03-06]. （原始内容存档于2019-03-22）.
15. ↑  . 東日本旅客鉄道.   [2019-03-06]. （原始内容存档于2016-03-04）.
16. ↑  . 東日本旅客鉄道.   [2019-03-06]. （原始内容存档于2019-03-22）.
17. ↑  . 東日本旅客鉄道.   [2019-03-06]. （原始内容存档于2019-03-22）.
18. ↑  . 東日本旅客鉄道.   [2019-03-06]. （原始内容存档于2019-03-22）.
19. ↑  . 東日本旅客鉄道.   [2018-07-06]. （原始内容存档于2019-03-22）.

## 外部連結
- 車站資訊（小木津）：東日本旅客鐵道